# Fraternidad Cristiana de Guatemala
Fraternidad Cristiana de Guatemala (ou Mega Frater) (Fraternité chrétienne de Guatemala en français) est une megachurch chrétienne évangélique pentecôtiste à Mixco (Ciudad San Cristóbal), Guatemala. Son pasteur principal en 2017 est Jorge Lopez.  Elle a une assistance de 20 000 personnes.

## Histoire
L'église a commencé par un groupe de prière de 20 personnes en 1979 avec le pasteur Jorge Lopez  ,
. En 2007, un nouveau bâtiment est inauguré . En 2007, l'assistance hebdomadaire est de 12 000 personnes.  En 2017, l'église compte 20 000 personnes .

## Bâtiment
La construction du bâtiment a commencé dans l'année 2001 . Après 6 ans de construction, il a été inauguré en 2007.
L'auditorium compte 12 200 sièges.